# The Legend of Hell House
La Leyenda de la Casa del Infierno es una película de terror británica del año 1973 dirigida por John Hough y basada en la novela La casa infernal de Richard Matheson, quien también escribió el guion. Las estrellas de la película son Pamela Franklin, Roddy McDowall, Clive Revill y Gayle Hunnicutt como un grupo de investigadores que pasan una semana en una mansión maldita donde antes fueron asesinados otros investigadores.

## Argumento
El doctor Lionel Barrett es contratado por el excéntrico millonario míster Deutsch para llevar a cabo una investigación en la Mansión Belasco, "el Everest de las casas encantadas," que originalmente fue la casa de Emeric Belasco, un millonario de más de dos metros de alto, pervertido y asesino, quien desapareció tras una masacre en su casa. 
Barrett es acompañado por su mujer, Ann, así como dos médiums: la espiritualista Florence Tanner y el físico Benjamin Franklin "Ben" Fischer, quien es el único superviviente de una investigación anterior.
Barrett es racional y cree que los fenómenos extraños de la casa son un mero fruto de la energía electromagnética acumulada en la casa, por eso trae una máquina que ha desarrollado para librar a la casa de esta fastidiosa energía.
Después de una pelea con Tanner, Barrett es atacado por fuerzas invisibles y sospecha que Tanner utiliza la energía en su contra. Entretanto, Fischer pasa de todo y solo quiere cobrar la paga.
Ann Barrett, cuyo marido no le hace caso, tiene visiones sexuales e incita a Fischer, que la rechaza violentamente. Fischer se agobia y pierde sus escudos psíquicos, inmediatamente algo le ataca.
Tanner está convencida de que una de las "presencias" es Daniel, el hijo de Belasco, y está determinada a probarlo. Cuando encuentra un esqueleto humano encadenado detrás de una pared se convence de que es el de Daniel. Más tarde un gato furioso la ataca. Barrett sospecha que Tanner está loca y se está arañando a sí misma.
La máquina de Barrett está montada y Tanner intenta destruirla, creyendo que hará daño a los espíritus, pero no puede porque le cae encima un crucifijo  que la aplasta. Cuando muere, deja un símbolo escrito con su sangre. Barrett activa su máquina, la cual parece funcionar, pero la actividad psíquica violenta vuelve y mata a Barrett.
Fischer decide enfrentarse a la casa, y Ann le acompaña a pesar de sus conflictos. Gracias a la pista de Tanner, Fischer deduce que Belasco es la única entidad presente en la casa, así que le provoca, riéndose de él. Los objetos de la casa se vuelven hostiles y una puerta secreta se abre en la capilla. 
Fischer y Ann entran y descubren una habitación forrada de plomo con el cadáver de Belasco sentado en una silla. Fischer le quita los pantalones y descubre que en lugar de piernas tiene unas prótesis y se da cuenta de que las usaba en un grotesco intento de dar miedo. 
Con la habitación ahora abierta, Fischer activa de nuevo la máquina de Barrett y se va con Ann, esperando que Barrett y Tanner guíen a Belasco al más allá.

## Reparto
- Pamela Franklin es Florence Tanner.
- Roddy McDowall es Benjamin Franklin Fischer.
- Clive Revill es el doctor Lionel Barrett.
- Gayle Hunnicutt es Ann Barrett.
- Roland Culver es Rudolph Deutsch.
- Peter Bowles es Hanley.
- Michael Gough es Emeric Belasco.

## Producción
La producción empezó el 23 de octubre de 1972. La Leyenda de la Casa del Infierno es una de las dos únicas producciones de James H. Nicholson después de su salida de American International Pictures — ya que murió en diciembre de 1972, antes del estreno de la película en junio de 1973. 
Matheson suavizó para el guion algunos de los elementos más escabrosos de su propia novela.
Los exteriores de la película se rodaron en Wykehurst Park, y el exterior de la casa es Blenheim Palace en Woodstock, Oxfordshire, del que también aparece su biblioteca.
Belasco fue interpretado sin aparecer en los créditos por Michael Gough, más conocido por ser Alfred Pennyworth en el film de Tim Burton sobre Batman. Solo tuvo que grabar dos frases y hacer de cadáver.

### Banda sonora
Consiste en música electrónica y efectos de sonido creados por Delia Derbyshire y Brian Hodgson. La banda sonora quedó inutilizable comercialmente.

## Recepción
La crítica fue variada. En 1976, Roger Ebert escribió que es divertida. Leonard Maltin le dio a la película tres de cuatro estrellas. Time Out la encontró decepcionante. Guía de televisión declaró que el director John Hough hace un buen trabajo pero no consigue plasmar el ambiente de la novela.

## DVD
La edición en DVD por 20th Century Fox se lanzó en 2001. 

## En la cultura popular
- Diálogos de la película han aparecido en canciones de las bandas Anaal Nathrakh y Flaco Puppy, y en Orbital.[7]
- Inspiró a Martin Kunert y Eric Melenas para crear la serie Miedo para MTV.
- Cómics Marvel adaptaron la historia en la serie Hombre lobo.[8]
- El director Edgar Wright utilizó la película como inspiración para su falso tráiler en la película Grindhouse.